# One Piece (videogioco)
One Piece, anche conosciuto come Shonen Jump's One Piece, è un videogioco a piattaforme pubblicato da Bandai e sviluppato da Dimps per Game Boy Advance, basato sul manga e anime One Piece. Il gioco è stato distribuito esclusivamente nel Nord America.
La maggior parte degli elementi di questo gioco, in particolare gli sprite e la colonna sonora riadattata all'hardware della console, sono stati ripresi dal titolo One Piece: Grand Battle Swan Colosseum uscito tre anni prima per WonderSwan Color solo in Giappone.

## Trama
La trama del videogioco ricalca gli avventi accaduti nel manga dall'inizio fino all'arrivo della ciurma di Cappello di Paglia a Rogue Town.

## Modalità di gioco
Il gameplay è quello di un tipico gioco a piattaforme. Monkey D. Rufy deve sconfiggere tutti i suoi avversari nei sei differenti livelli.

## Personaggi

### Utilizzabile
- Monkey D. Rufy

### Supporto
- Roronoa Zoro
- Nami
- Usop
- Sanji

### Boss
- Capitano Morgan
- Bagy
- Kuro
- Creek
- Arlong
- Smoker

### Altri avversari
- Alvida
- Alvida (dopo l'ingerimento del frutto)
- Helmeppo
- Moji e Richie
- Django
- Gin
- Hacchan, Kuroobi e Chuu
- Tashigi

## Accoglienza
Il videogioco One Piece ha ricevuto giudizi molti positivi da molti siti web,e dal sito GameSpy ha ricevuto il premio gioco dell'anno GBA nel 2005.